# La Maxe
La Maxe és un municipi francès, situat al departament del Mosel·la i a la regió del Gran Est. L'any 2016 tenia 881 habitants.

## Demografia

### Població
El 2007 la població de fet de La Maxe era de 837 persones. Hi havia 301 famílies, de les quals 51 eren unipersonals (16 homes vivint sols i 35 dones vivint soles), 82 parelles sense fills, 129 parelles amb fills i 39 famílies monoparentals amb fills.
La població ha evolucionat segons el següent gràfic:
Habitants censats

### Habitatges
El 2007 hi havia 320 habitatges, 308 eren l'habitatge principal de la família, 1 era una segona residència i 11 estaven desocupats. 279 eren cases i 41 eren apartaments. Dels 308 habitatges principals, 251 estaven ocupats pels seus propietaris, 51 estaven llogats i ocupats pels llogaters i 7 estaven cedits a títol gratuït; 2 tenien una cambra, 9 en tenien dues, 21 en tenien tres, 68 en tenien quatre i 210 en tenien cinc o més. 265 habitatges disposaven pel capbaix d'una plaça de pàrquing. A 122 habitatges hi havia un automòbil i a 162 n'hi havia dos o més.

### Piràmide de població
La piràmide de població per edats i sexe el 2009 era:
| Homes | Edats   | Dones |
| ----- | ------- | ----- |
| 0     | 95 o +  | 0     |
| 0     | 90 a 94 | 4     |
| 0     | 85 a 89 | 0     |
| 4     | 80 a 84 | 8     |
| 16    | 75 a 79 | 28    |
| 20    | 70 a 74 | 12    |
| 12    | 65 a 69 | 24    |
| 16    | 60 a 64 | 12    |
| 8     | 55 a 59 | 12    |
| 52    | 50 a 54 | 32    |
| 28    | 45 a 49 | 44    |
| 40    | 40 a 44 | 44    |
| 24    | 35 a 39 | 36    |
| 24    | 30 a 34 | 20    |
| 12    | 25 a 29 | 16    |
| 24    | 20 a 24 | 8     |
| 40    | 15 a 19 | 20    |
| 40    | 10 a 14 | 44    |
| 40    | 5 a 9   | 12    |
| 20    | 0 a 4   | 24    |

## Economia
El 2007 la població en edat de treballar era de 569 persones, 412 eren actives i 157 eren inactives. De les 412 persones actives 399 estaven ocupades (210 homes i 189 dones) i 14 estaven aturades (4 homes i 10 dones). De les 157 persones inactives 52 estaven jubilades, 68 estaven estudiant i 37 estaven classificades com a «altres inactius».

### Ingressos
El 2009 a La Maxe hi havia 316 unitats fiscals que integraven 853 persones, la mediana anual d'ingressos fiscals per persona era de 21.797 €.

### Activitats econòmiques
Dels 63 establiments que hi havia el 2007, 9 eren d'empreses extractives, 3 d'empreses de fabricació d'altres productes industrials, 9 d'empreses de construcció, 16 d'empreses de comerç i reparació d'automòbils, 2 d'empreses de transport, 2 d'empreses d'hostatgeria i restauració, 1 d'una empresa d'informació i comunicació, 8 d'empreses immobiliàries, 8 d'empreses de serveis, 3 d'entitats de l'administració pública i 2 d'empreses classificades com a «altres activitats de serveis».
Dels 16 establiments de servei als particulars que hi havia el 2009, 3 eren tallers de reparació d'automòbils i de material agrícola, 2 paletes, 1 fusteria, 2 lampisteries, 2 electricistes, 1 agència de treball temporal, 1 restaurant, 3 agències immobiliàries i 1 saló de bellesa.
Dels 2 establiments comercials que hi havia el 2009, 1 era una botiga d'electrodomèstics i 1 una botiga de material de revestiment de parets i terra.
L'any 2000 a La Maxe hi havia 6 explotacions agrícoles que ocupaven un total de 357 hectàrees.

## Equipaments sanitaris i escolars
El 2009 hi havia una escola elemental.

## Poblacions més properes
El següent diagrama mostra les poblacions més properes.